# Клоп-хижак кільчастий
Клоп-хижак кільчастий (Rhynocoris annulatus) — вид клопів родини редувіїд (Reduviidae).

## Поширення
Вид поширений у північній, центральній та східній частинах Європи на схід до Сибіру і Казахстану. Трапляється як у сухих, так і вологих біотопах. Загалом, спектр місць існування, які він населяє , дуже широкий. Тварини прив'язані до дерев. Тим не менш, їх можна знайти і в трав'янистому ярусі, і на землі. Живуть на лісових галявинах, узліссях, а також на живоплотах і в лісосмугах.

## Опис
Кільчастий клоп-хижак досягає від 12 до 14,8 мм завдовжки. Комаха чорного кольору; лише ноги та боки черевця мають червоні плями, через що тварина виглядає червонокільцевою. Він схожий на клопа-хижака червоного (Rhynocoris iracundus), який, однак, має більше червоних компонентів. Імаго завжди довгокрилі (макроптери) і добре літають. Міцний хоботок тричленниковий.

## Спосіб життя
Харчується різними комахами, часто більшими за себе. Часто сидить на квітах і підстерігає комах, що відвідують квіти, бродить по трав'яному шару або по деревних рослинах у пошуках їжі. Здобич швидко вбивається і висмоктується. Укус також болючий для людини. Здебільшого відловлюються гусениці метеликів і пильщиків, а також личинки листоїдів. Молоді личинки тримаються переважно на землі.
Зимують личинки 4-5-го віку в ґрунтовій підстилці, під камінням або розетками рослин. За дорослими тваринами можна спостерігати з травня. Яйцекладка відбувається переважно в червні-липні; личинки вилуплюються в серпні-вересні. На південному краю ареалу клопа розвиток може бути настільки швидким, що дорослі особини з'являються пізньої осені та зимують.